# Louise Wagner (Malerin)
Louise Mathilde Auguste Wagner (* 1875 in Neuendorf b. Elmshorn; † 1950 in Uelsby) war eine deutsche Malerin und Grafikerin.

## Lebenslauf
Louise M. Wagner wurde 1875 in Neuendorf bei Elmshorn geboren. Ende der 1870er Jahre übernahm ihr Vater Johannes Wagner die Leitung der Zweigstelle der Holstenbank in der Peterstraße in Eutin und die Familie verzog dorthin. Louise Wagner wuchs zusammen mit ihrer Schwester Mathilde im Milieu des gehobenen Bürgertums auf. Sie besuchte die Höhere Töchterschule und führte den väterlichen Haushalt. Weiterhin beteiligte sie sich am gesellschaftlichen Leben der Kleinstadt und gehörte der dortigen Casinogesellschaft an.
Trotz anfänglicher Widerstände innerhalb der Familie zog sie 1900 nach Berlin, um dort im Privatatelier von Wilhelm Feldmann ersten Zeichen- und Malunterricht zu nehmen, da die Kunstakademien zu dieser Zeit noch keine Frauen zuließen. 1902 folgten Studien an der Münchner Privatschule für Graphische Künste bei Johann Brockhoff und Moritz Heymann. Neben der Malerei beschäftigte sich Wagner hier mit der Technik des Radierens und erlernte das Lithografieren, das zu einem Schwerpunkt ihrer künstlerischen Arbeit werden sollte. 1904 entstanden die ersten radierten Eutin-Ansichten. Später war sie Schülerin von Heinrich Eduard Linde-Walther in Travemünde.
1918 studierte sie ein Semester an der Staatlichen Kunstakademie in Weimar. Anschließend an diese Zeit absolvierte sie zahlreiche Studienreisen im In- und Ausland, die als Inspiration zu ihrem umfangreichen malerischen Œuvre dienten. Die Reisen führten u. a. nach Japan, China, Russland und Korea. Neben dieser regen Studien- und Reisetätigkeit war die Malerin aber vornehmlich in Eutin ansässig. Ab circa 1908 traten bei ihr mit den Jahren zunehmende depressive Phasen auf. Diese führten schließlich ab 1935 zum Ausbruch einer schweren endogenen Depression, die zu einem dauerhaften Sanatoriums-Aufenthalt und zum Ende ihrer umfangreichen künstlerischen Tätigkeit führten.

## Werk

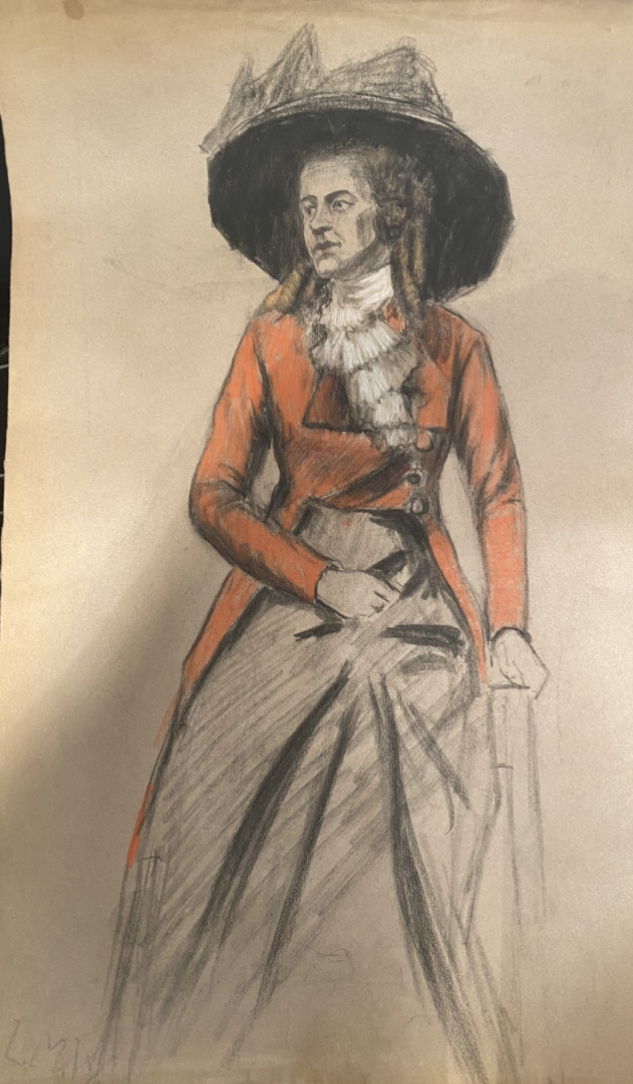
Kohlezeichnung einer Dame mit Hut von Louise Wagner, signiert „L.M.W.“ in der unteren linken Ecke.

Louise Wagner war eine ungemein produktive Künstlerin, die Hunderte von Gemälden, Zeichnungen und Skizzen hinterließ.
In ihrem grafischen Werk widmete Wagner sich vor allem der Natur und den Stadtansichten ihrer norddeutschen Heimat und der von ihr bereisten Länder. In der Malerei fertigte sie vor allem Porträtdarstellungen, wie die zahlreichen Bildnisse von Kindern, jungen Frauen, Männern und Greisen, aber auch Aktdarstellungen zeigen. Von beeindruckender Farbigkeit sind darüber hinaus vor allem ihre auf Reisen und unterwegs angefertigten Kreidezeichnungen und Aquarelle.
Ihre umfangreiche Korrespondenz, die Gedichte sowie über 2000 Karten und Briefe umfasst, befindet sich im Besitz der Eutiner Landesbibliothek.

### Ausstellungen
Von 1908 bis 1912 beteiligte sich Louise Wagner mit ihren Arbeiten an den jährlichen Ausstellungen im Münchner Glaspalast und nahm u. a. an Ausstellungen in Oldenburg, Fischbek und in der Kunsthalle zu Kiel teil.
Ab 2000 widmete das Ostholstein Museum in Eutin der Künstlerin mehrere retrospektive Einzelausstellungen. In der bisher letzten Ausstellung 2021 wurden neben einzelnen Ölbildern aus den älteren Beständen des Museums vornehmlich Grafiken und Zeichnungen gezeigt, die 2019/20 dem Museum als Schenkung aus dem Nachlass der Malerin überlassen wurden. Zusätzlich wurden in dieser Ausstellung auch schriftliche Zeugnisse wie Gedichte Wagners präsentiert und zu den Bildern in Beziehung gesetzt. Das Ostholstein-Museum verfügt insgesamt über 150 Arbeiten von Louise Wagner.

## Ehrung
In Eutin ist die Louise-Wagner-Straße nach der Künstlerin benannt.